# زنان در آفریقا
مطالعات کوتاه متعددی در مورد تاریخ زنان در کشورهای آفریقایی انجام شده‌است. بسیاری از مطالعات بر نقش و موقعیت تاریخی زنان در کشورها و مناطق خاص مانند مصر، اتیوپی، مراکش، نیجریه لسوتو، و آفریقای سیاه متمرکز است. اخیراً، دانشمندان با استفاده از منابع کمتر متداول مانند آهنگ‌های مالاوی، تکنیک‌های بافت در سوکوتو و زبان‌شناسی تاریخی، بر تکامل وضعیت زنان در طول تاریخ آفریقا تمرکز کرده‌اند.
وضعیت زنان در آفریقا در کشورها و مناطق مختلف متفاوت است. به عنوان مثال، رواندا تنها کشوری در جهان است که زنان بیش از نیمی از کرسی‌های پارلمان را در اختیار دارند - ۵۱٫۹٪ از ژوئیه ۲۰۱۹، اما مراکش فقط یک وزیر زن در کابینه خود دارد. از طریق ایجاد منشور آفریقایی در مورد حقوق بشر و مردم، که کشورهای عضو را ترغیب می‌کند تا به تبعیض و خشونت علیه زنان پایان دهند، تلاش‌های قابل توجهی در جهت برابری جنسیتی انجام شده‌است. به استثنای مراکش و بوروندی، همه کشورهای آفریقایی این منشور را تصویب کرده‌اند. با این وجود، علی‌رغم این گامها در جهت برابری، زنان هنوز با موضوعات مختلفی در رابطه با نابرابری جنسیتی از جمله سطح نامتناسب فقر و تحصیلات، بهداشت زنان و تغذیه نامناسب، فقدان قدرت سیاسی، مشارکت محدود نیروی کار، خشونت خانگی، ختنه دستگاه تناسلی زنان و کودک‌همسری.